# ArduPilot
ArduPilot est une suite logicielle de pilotage automatique de véhicules sans pilote open source, capable de contrôler de manière autonome :
- Drones multirotors
- Aéronefs à voilure fixe et VTOL
- Hélicoptères
- Rovers
- Bateaux
- Sous-marins

ArduPilot est développé à l'origine par des passionnés pour contrôler des modèles réduits d'avions et de rovers et est devenu un autopilote  utilisé par des industries, organisations de recherche et des amateurs.